# 摩德纳以色列犹太会堂
摩德纳以色列犹太会堂（意大利语：Tempio israelitico di Modena）是一座犹太会堂，位于意大利摩德纳的马志尼广场（Piazza Mazzini），距离摩德纳市政宫只有几十米。1873年，由摩德纳犹太社区建造，为伦巴第风格。

## 建筑
19世纪末，摩德纳的犹太社团已达到1000人，旧会堂已有两三个世纪历史，得到以撒·萨塞尔多蒂的大量遗产，和城里其他犹太人的奉献，于是决定建造新会堂。工程于1869年至1873年完成，由卢多维科·马格利塔（设计摩德纳火车站的同一人）设计，内部由费迪南多·曼齐尼装饰。修建这座庄严的新建筑是为了纪念犹太人享受好不容易赢得的公民和宗教自由，宏伟的新会堂是犹太人解放的外在象征。同一时期，在佛罗伦萨、韦尔切利、罗马、米兰和的里雅斯特都建立了雄伟的犹太会堂。都灵的安托内利尖塔最初是作为犹太会堂建造，后来由于资金限制未能完成。
摩德纳的新会堂建于马志尼广场（1911年以前为自由广场），入口位于科尔泰利尼街，因为它必须朝东，即耶路撒冷的方向。这座建筑的立面最初隐藏在毗邻建筑后面，直到1904年才拆除这些建筑。20世纪初，随着扩建工程，犹太会堂改变了立面。
这座建筑是伦巴第风格，其所有装饰都符合犹太律法的规定。会堂为长方形平面， 十二根柱子可能代表古代以色列的十二个部落。外立面装饰的棕树，是符合圣经的主题，与整体的纪念性的相契合。会堂室内上方的椭圆形圆顶内部涂成蓝色，画有星星。管风琴在二战中受损，已停止使用。地下室的浸池已不再使用。还有一个无酵面包烤箱和动物屠宰场。
这些陈设证明信徒希望保持一种不同于基督教的宗教和文化身份。银器主要来自18世纪和17世纪末的威尼斯作坊，其他则来自19世纪的摩德纳。
在摩德纳新会堂的落成仪式上，帕多瓦犹太教师维托里奥·奥雷菲塞演奏了《诗篇》第47篇。
1923年，在庆祝会堂建堂50周年之际，摩德纳犹太教师埃托雷·奥兰迪在《诗篇》第122篇的启发下，创作了《萨玛提》（Samahti，欢庆）和《阿斯基维努》（Aschivenu，让我们休息一下），并委托维罗纳女高音丽塔·弗兰科创作独奏旋律文本。第一首曲子是对耶路撒冷城的赞美，称其是上帝真正的殿，和以色列的古老支派一样，犹太人必须回到这里，为他的和平祈祷。第二首是恳求上帝让信徒们安静地休息，在他的保护下生存，并不断地为以色列人民祝福。）
今天，犹太会堂的立面在城市最中心的部分清晰可见，但在过去，情况大不相同。事实上，当它建成时，这座会堂完全隐藏在今天的马志尼广场的建筑之后：这些建筑于1904年被拆除。犹太会堂实际上位于犹太隔都的中心，是法兰西斯科一世·埃斯特在1638年年设立的：犹太人在夜间不能离开隔都，在布拉西亚街和科尔泰利尼街设有两个大门。1861年，摩德纳并入意大利王国，犹太隔都关闭，至少有1000名犹太人住在这里。

## 会堂与广场
随着马志尼广场的开放，犹太会堂改变了立面（以前是在科泰利尼街一侧），它位于一个非常中心的位置，距离摩德纳市政宫、摩德纳主教座堂和市民塔只有几十米。在法西斯时代，广场上的立面被种植在广场上的树叶遮住。

## 破坏和恐怖主义行为
在过去的二三十年里，犹太会堂一直是反犹太主义破坏的对象，因此需要每天24小时由执法部门巡逻。2003年12月11日至12日，一名科威特出生的巴勒斯坦裔约旦公民哈提卜·穆汉纳德·沙菲克·艾哈马严重抑郁，炸毁了停在犹太会堂前的汽车，自杀身亡。爆炸没有造成人员伤亡，并损坏了犹太会堂和周围房屋的窗户。